# Фьодор Василев
Фьодор Василев е руски музикант, бас китарист. Бивш член на известните групи Черный кофе и Круиз.

## Биография
Роден е през 1963 г. в Москва. Занимава се с музика от 7-годишен, когато се научава да свири на пиано. По-късно изучава и тромбон. През 1974 за първи път свири на бас китара, като се научава сам да свири на нея. През 1980 постъпва в Държавното музикално училище със специалност „тромбон“ и отделно в естрадния отдел. Във втори курс се запознава с Дмитрий Варшавский и двамата основават Черный кофе. За барабанист е поканен Андрей Шатуновский. Първият си концерт изнасят чак през 1984 година. Издават и демо-албума „ЧК 84“, а на следващата година и „Сладкий ангел“. През 1985 министерството на културата на СССР забранява на групата да изнася концерти и Фьодор остава безработен.
През декември 1985 се явява на прослушване в група „Круиз“ за заместник на Александър Кирницкий. Така групата се оформя като трио, след като Василев се присъединява към Валерий Гаина и Сергей Ефимов. В този състав Круиз преминава от хардрок към спийд метъл, а първите им концерти в този стил са в Казан, Омск и други руски градове. През 1987 „Мелодия“ издават демо-албумът „Рок навсегда“ под името „Круиз 1“. Василев не е участвал в записите на албума, но е изобразен на обложката, тъй като по това време е постоянен член на Круиз. През декември 1987 Круиз подписват договор с немската звукозаписна компания WEA Records. Презаписват албума „Круиз 1“ на английски език във ФРГ и изнасят редица концерти там. Най-известният от тях е този в Мюнхен, който излиза и на CD.
През 1989 се присъединява към страничния проект на Валерий Гаина – „GAIN“. След разпадането на Круиз през 1990, Гаина заминава за САЩ, а Василев се връща в Черный кофе. Участва в записите на албума „Golden lady“ и свири на концерти в Дания и Швеция. През 1993 Дмитрий Варшавский разпуска състава и в следващите няколко години Фьодор остава далеч от сцената.
През 1998 Варшавский се завръща от САЩ и Василев отново става член на „Черный кофе“. През 1999 работи като гост-музикант с Белый орел. През 2002 Фьодор, заедно с другите участници от метъл периода на Круиз презаписват някои стари хитове, които са издадени от Repertoire Records. В периода 2003 – 2004 свири с поп певецът Александър Малинин.
В началото на 2004 се присъединява към „Ночные Снайперы“, с които издава албумът „SMS“. През 2006 напуска и отново се присъединява към проекта на Валерий Гаина, носещ вече името „GAINA“. През средата на 2007 напуска поради конфликт с Игор Черевко. След това музикантът свири за кратко в група Трек, която се разпада през 2008. В началото на 2009 основава собствена група – „FTS“. От септември 2010 е басист и на „Васильевский Спуск“, основана от неговия съфамилник Сергей Василев. От 2011 свири в групата на китариста Дмитрий Четвергов.